# دامداریهای کازرون
دامداری‌های کازرون یک منطقهٔ مسکونی در ایران است که در دهستان دریس واقع شده‌است. دامداریهای کازرون ۴۵ نفر جمعیت دارد.